# 戴乾圜
戴乾圜（1929年—），男，四川江北人，中国化学家、化学教育家，北京工业大学教授，北京工业大学癌化学与生物工程中心主任。